# Линкольн-плейс (Дублин)
Линкольн-плейс (англ. Lincoln Place, ирл.  Plás Lincoln) — улица в центре Дублина, расположенная в южной части города. Открыта в середине XVIII века. Пролегает от Нассау-стрит на запад до Фениан-стирт и Нижней Меррион-стрит. Рядом также находится улица Саут-Ленстер-стрит. Городская магистраль проходит вдоль южной границы Тринити-колледжа в Дублине.

## История
Улицы Линкольн-плейс, Нассау-стрит и Саут-Ленстер-стрит ранее были частью улицы Сент-Патрикс-Уэлл-лейн, название которой произошло от святого колодца на территории Тринити-колледжа. На карте Дублина, составленной картографом Джоном Роком в конце 1750-х годов, Линкольн-плейс была отмечена как переулок Сент-Патрикс-лейн. В 1773 году улица называлась Парк-плейс, в 1782 году — Парк-стрит. В 1862 году Дублинская корпорация переименовала улицу в Линкольн-плейс. Название сменили из-за того, что ранее улица пользовалась плохой репутацией. Клеркин утверждает, что магистраль была названа в честь президента США Авраама Линкольна.

## Здания
На улице расположен ряд примечательных зданий. В их числе Дублинская стоматологическая университетская больница и Адвокатская контора Линкольн. Два здания на Линкольн-плейс были описаны в романе «Улисс» Джеймса Джойса. Это аптека Суини и турецкие бани в викторианском стиле (здание снесли в 1970 году).